# Belgien i olympiska sommarspelen 1960
Belgien deltog med 101 deltagare vid de olympiska sommarspelen 1960 i Rom. Totalt vann de två silvermedaljer och två bronsmedaljer.

## Medaljer

### Silver
- Roger Moens - Friidrott, 800 meter.
- Leo Sterckx - Cykling, sprint.

### Brons
- Willy van den Berghen - Cykling, linjelopp.
- André Nelis - Segling.